# Adiție oxidativă
Adiția oxidativă este un tip de reacție organică cu aplicații importante în chimie organometalică. Este un proces chimic în care are loc creșterea stării de oxidare și a numărului de coordinare al unui centru metalic. Apare frecvent ca etapă în ciclurile catalitice, împreună cu reacția sa inversă, de eliminare reductivă.